# Паликир

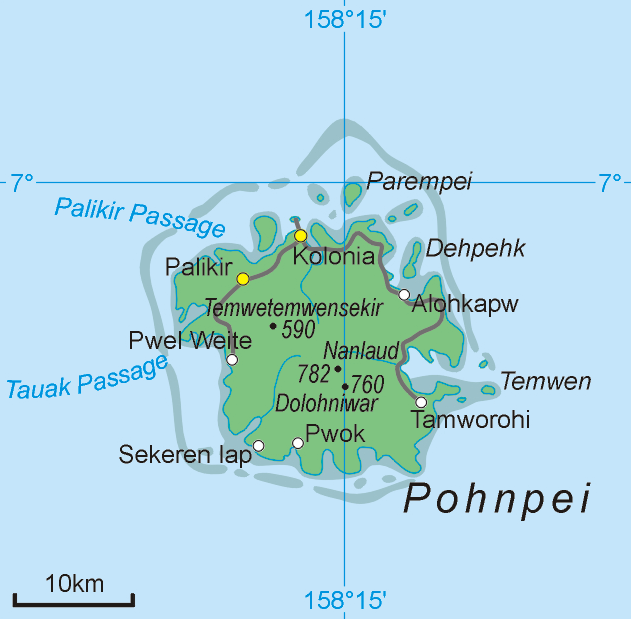
Город на карте

Палики́р (англ. Palikir) — столица Федеративных Штатов Микронезии. Находится в штате Понпеи. Расположен в западной части Тихого океана, на острове вулканического происхождения Понпеи, который окружен коралловыми рифами. Город с населением чуть менее 5000 жителей, является частью более крупного муниципалитета Сокеш, в котором по состоянию на 2010 год проживало 6 647 человек, из общей численности населения страны, составлявшей 106 487 человек. Расположен на северо-западной стороне острова Понпеи (население 34 789 человек). Недалеко к северо-востоку находится крупнейшее поселение острова, прибрежный город Колониа.

## Природные условия
Сезон тайфунов продолжается с августа по декабрь. Естественная растительность представлена главным образом вечнозелеными тропическими лесами, кокосовыми пальмами, панданусами и прибрежными мангровыми зарослями.

## Население, язык, вероисповедание
Численность населения Паликира — 6647 человек (2010). В городе проживают преимущественно микронезийцы. Официальный язык английский, однако местные жители разговаривают на чуук, понапе, косяэ, япском и других языках. Большинство верующих — христиане: протестанты (47 %) и католики (50 %).

## История развития города
В XVII—XIX веках территория государства Микронезия принадлежала Испании, которая в 1898 году продала Марианские и Каролинские острова Германии. В 1914 году Микронезия (в том числе Паликир) была оккупирована японскими войсками, а после того как острова заняли американцы, находились под управлением США. До 1962 года административный центр подопечной территории находился на острове Гуам. В 1986 году опека США была прекращена, страна получила мандат на самоуправление. Паликир обрёл статус столицы Федеративных Штатов Микронезии в 1989 году, до этого главным городом страны была Колониа.

## Культурное значение
Традиционная культура населения Паликира — общемикронезийская. В окрестностях столицы Микронезии до сих пор еще можно увидеть дома столбовой конструкции без стен, функцию которых выполняют двускатные крыши, доходящие до земли и крытые пальмовыми листьями или циновками. Но все же за несколько столетий иностранного господства культура микронезийцев претерпела значительные изменения. В последнее десятилетие власти Паликира огромное влияние уделяют среднему профессиональному образованию. Помимо общеобразовательных школ, в столице есть Микронезийский колледж (открыт в 1972 году). Довольно значимой доходной частью бюджета острова является туристический бизнес, городские пляжи с мангровыми зарослями имеют отличные условия для дайвинга, сноркелинга и серфинга. В 8 километрах от Паликира расположен город Колониа, где находится международный аэропорт и множество гостиниц и ресторанов.

## Климат
Паликир имеет тропический климат влажных лесов по классификации климата Кёппена. Как обычно для многих районов с таким климатом, в Паликире наблюдается очень небольшая разница в температурах в течение года, в среднем около 27 °C в день в течение года. Однако в течение года в городе выпадает большое количество осадков — в среднем 3403 миллиметра ежегодно.
| Показатель                           | Янв. | Фев. | Март | Апр. | Май  | Июнь | Июль | Авг. | Сен. | Окт. | Нояб. | Дек. | Год  |
| ------------------------------------ | ---- | ---- | ---- | ---- | ---- | ---- | ---- | ---- | ---- | ---- | ----- | ---- | ---- |
| Средний суточный максимум, °C        | 27,5 | 27,4 | 27,5 | 27,6 | 27,7 | 27,7 | 27,5 | 27,5 | 27,6 | 27,7 | 27,7  | 27,7 | 27,6 |
| Средняя температура, °C              | 26,5 | 26,4 | 26,4 | 26,5 | 26,6 | 26,5 | 26,3 | 26,3 | 26,4 | 26,5 | 26,6  | 26,6 | 26,5 |
| Средний суточный минимум, °C         | 25,6 | 25,5 | 25,5 | 25,5 | 25,6 | 25,4 | 25,2 | 25,2 | 25,3 | 25,3 | 25,5  | 25,6 | 25,4 |
| Среднее число солнечных часов в день | 8,0  | 8,2  | 8,4  | 8,5  | 8,3  | 8,5  | 8,3  | 8,5  | 8,2  | 8,0  | 7,8   | 8,1  | 8,2  |
| Среднее число дней с осадками        | 17   | 14   | 17   | 18   | 20   | 20   | 21   | 20   | 19   | 20   | 19    | 19   | 224  |
| Норма осадков, мм                    | 233  | 193  | 238  | 272  | 327  | 318  | 332  | 303  | 286  | 314  | 301   | 286  | 3403 |
| Средняя влажность, %                 | 81   | 81   | 82   | 83   | 84   | 84   | 84   | 83   | 83   | 83   | 84    | 83   | 82,9 |
| Источник: climate-data.org           |      |      |      |      |      |      |      |      |      |      |       |      |      |